# Luc Courchesne
Luc Courchesne est un artiste et professeur canadien né à Saint-Léonard-d'Aston (Québec) en 1952. Il est également membre de membre de l'Académie royale des arts du Canada. Il vit et travaille à Montréal où il est représenté par la Galerie Pierre-François Ouellette. Depuis les années 70, il œuvre dans le domaine de l'art numérique dont il est un des pionniers et plus particulièrement de l'art interactif. Il s'intéresse aux notions d’immersion, d’interaction et de connectivité.
Il est le père de Blanche Baillargeon, contrebassiste et bassiste Québécoise.

## Biographie

### Études et formations

#### Nova Scotia College of Art and Design
En 1974, Luc Courchesne obtient un baccalauréat en design au Nova Scotia College of Art and Design (Halifax). Dans le cadre d’ateliers de créations, il y côtoie les artistes Michael Snow et Hollis Frampton. Au cours de ses études à Halifax, il réalise la vidéo Bananas Ripen In the Dark (1974) dans laquelle il utilise le médium cinématographique et commence à explorer l’expérience immersive du spectateur.

#### Massachusetts Institute of Technology
En 1984, il se voit accorder un diplôme de Maîtrise ès Sciences en Études visuelles du Center for Advanced Visual Studies au Massachusetts Institute of Technology (Cambridge). Alors qu’il est encore étudiant au MIT, Luc Courchesne réalise en 1982 l’installation in situ The Center Is Dark dans les locaux de son école. Cette dernière met en scène deux espaces séparés par un sas : l’un, plongé dans l’obscurité, représente le Futur, et l’autre, baigné de lumière, représente le Passé. Cette œuvre interroge les relations entre l’espace et le temps, la visibilité du monde dépendant de la vitesse de la lumière. L'intérêt que porte Luc Courchesne aux effets de la lumière sur le comportement et sur la perception humaine remonte à son enfance, lorsqu’il se réveillait dans la nuit, terrifié par les possibles dangers que lui laissait imaginer sa chambre obscure . Son mémoire portera d'ailleurs sur les effets que peut avoir la lumière dans notre perception de la réalité. En 1984, les quatre étudiants Luc Courchesne, Benjamin Bergery, Bill Seaman et Ellen Sebring réalisent Elastic Movies. Il s'agit de l'une des toutes premières vidéos interactives créée par des artistes. L’œuvre se compose d’un laserdisc contrôlé par un ordinateur grâce à un programme informatique qui offre au spectateur la possibilité d’intervenir dans la narration de la vidéo .

### Affiliations

#### Université de Montréal
En parallèle de sa pratique artistique, Luc Courchesne est professeur à l’Université de Montréal depuis 1986. Il enseigne le design d’expérience, la pratique en art numérique et les architectures virtuelles  à la Faculté de l’Aménagement. Entre 2004 et 2009, il a été directeur de l'École de design industriel de l'Université de Montréal.

#### Société des Arts Technologiques
Depuis 1996, Luc Courchesne est membre de la Société des arts technologiques (Montréal). Il y occupe actuellement le poste d'administrateur. Il en a été le président du Conseil d'administration de 1996 à 2005, puis, le vice-président de 2005 à 2008. Luc Courchesne dirige depuis 2011 le Métalab qui est le laboratoire de recherche et développement de la SAT, chargé de soutenir « l'émergence des pratiques numériques innovantes au sein de nouveaux espaces d'expériences immersives, virtuels et distribués » .

### Résidences artistiques

#### Marseille, France
Au cours de sa carrière, Luc Courchesne a effectué plusieurs résidences artistiques dans le monde. De 1992 à 1993, il séjourne à Marseille (France), à l'Institut Méditerranéen de Recherche et de Création (IMEREC). Il y réalise Portrait de famille (1993), une œuvre qui met en scène le portrait animé de huit Marseillais (filmés au préalable par Luc Courchesne), que le visiteur peut rencontrer à travers une interaction rendue possible par le dispositif créé par l'artiste. Le dispositif est composé de socles sur lesquels chacun des portraits est placé. Un écran d'ordinateur est mis à disposition du visiteur qui sélectionne des questions à poser à la personne portraiturée qui lui fait face. Ainsi, un dialogue inédit se crée selon les choix du visiteur et les réponses qu'il reçoit de la personne filmée qu'il est en train d'interroger.

#### Karlsruhe, Allemagne
De 1995 à 1997, il réside au Zentrum für Kunst und Medien à Karlsruhe (Allemagne). Là-bas, il travaille sur Salon des ombres (1996), une œuvre interactive qui met en scène quatre personnages dont le destin dépend du visiteur : au fil de sa relation avec un personnage, le visiteur est amené à faire face à un dilemme qui est soit d'abandonner le personnage, soit de l'aider. Dans Salon des ombres, Luc Courchesne questionne la nature des relations humaines, notre rapport à la politique mais aussi les effets que peut avoir la lumière sur le comportement du visiteur.

#### Wellington, Nouvelle-Zélande
Entre 1997 et 1998, il est artiste résident au Museum of New Zeland à Wellington (Nouvelle-Zélande). Il y réalise Passages (1998), une œuvre interactive dans laquelle le visiteur rencontre quatre Néo-zélandais discutant des problématiques sociales de leur pays et des enjeux personnels auxquels ils font face. Au fil de la discussion, le visiteur est invité par les quatre Néo-zélandais à les suivre dans des endroits de Wellington qui leur tiennent à cœur. Luc Courchesne lie ici les questions de l'identité et du territoire.

#### Ōgaki, Japon
De 2000 à 2001, il est artiste résident à l'International Academy for Media Arts and Sciences (IAMAS) à Ōgaki (Japon). Il travaille alors sur The Visitor : Living by Numbers (2001), une œuvre immersive dont le dispositif est un panorama interactif projetant des séquences tournées qui enveloppe le visiteur. Ce dispositif lui permet de se téléporter au milieu de la campagne japonaise. Selon qu'il prononce à voix haute un chiffre compris entre 1 et 12, la destination dans laquelle se trouve le visiteur varie.

### Autres éléments biographiques
Le 11 septembre 2001, alors qu'il se trouvait à New York (États-Unis) dans le cadre de l'événement culturel « Québec-New York », il filmait la tour nord du World Trade Center, percutée un peu plus tôt par un Boeing 767, lorsque le second Boeing vint percuter la tour sud. Cette vidéo, d'une durée de 23 minutes, est disponible dans les archives de Radio-Canada .

## Œuvre

### Démarche artistique
Depuis les années 1980, Luc Courchesne consacre son temps à faire des recherches sur l'interactivité et milite pour l'acceptation d'expositions sur le multimédia dans les musées. Il a travaillé avec la lumière, des photos, des films et des vidéos. Récemment il s'est concentré sur la représentation de la personnalité et des mimiques, des gestes et du langage. Le public qui va voir son travail est toujours pris en considération lorsque Luc Courchesne prépare ses installations. Il souhaite "faire de la vidéo un médium essentiellement conscient du spectateur". Sa démarche artistique est composée de deux grandes thématiques : les vidéos interactives et les paysages immersifs.
Les vidéos interactives de Luc Courchesne sortent le visiteur de son état de passivité et le font devenir acteur, car l'artiste juge important que le visiteur ait une influence sur l'environnement qui l'entoure . Le visiteur qui fait face aux vidéos interactives joue un rôle essentiel dans la création de l'oeuvre : il "(re)construi[t] son propre récit ou sa propre conversation avec le ou les personnages"  mis en scène dans les vidéos ainsi que les questions et les réponses pré-programmées par Luc Courchesne.

### Le Panoscope 360°
Lorsqu'il a 14 ans, Luc Courchesne découvre à l'occasion de l'Exposition universelle de 1967 le Pavillon du téléphone qui permet au visiteur de vivre une expérience immersive et inédite avec Canada '67. Il s'agit du premier film au monde proposant une vision de 360°. Grâce aux effets des écrans concaves qui entourent le visiteur, le dispositif le fait parcourir à travers différents territoires du Canada. Cette expérience marque Luc Courchesne  et a influencé ses recherches sur les environnements immersifs. En 2000, il achève de concevoir et brevette le Panoscope 360°, un dispositif de projection panoramique mono-canal au centre duquel le visiteur se place et peut observer des espaces qui lui apparaissent à hauteur des yeux. Le Panoscope est un dispositif dont il se sert pour nombre de ses travaux. The Visitor: Living By Numbers (2001) est la première œuvre à être conçue pour le Panoscope.

### Principales œuvres
Il a créé depuis plusieurs installations dont:
- Encyclopédie claire-obscure (1987)
- Portrait no.1 (1990)
- Portrait de famille (1993)
- Salon des ombres (1996)
- Paysage no. 1 (1997)
- Passages (1998)
- Rendez-vous (avec un collectif de la SAT) (1999)
- The Visitor: Living by Numbers (2001)

## Expositions notables
- 2016 : MOLIOR 15 ans, Rythmes des imaginaires, outils et œuvres technologiques. Boîte noire de Concordia, Montréal, Canada.
- 2015 : Des histoires d'art et d'interactivité. Musée des Arts et Métiers, Paris, France.
- 2011 : Elektra. Montréal, Canada.
- 2011 : CODE Live, Winter Olympic Games Art Program. Vancouver, Canada.
- 2009 :  eArts and Beyond. Shanghai, Chine.
- 2007 :  e-art : Nouvelles technologies et art contemporain. Musée des beaux-arts de Montréal, Canada.
- 2006 : ROM [evo] : Évolution d'une mémoire morte (avec Nicolas Reeves), Musée de la Civilisation, Québec, Canada.
- 2002 : Transmediale. Berlin, Allemagne.
- 1997 : Biennale NTT InterCommunication Center ICC. Tokyo, Japon.
- 1997 : Multimediale 5. ZKM, Karlsruhe, Allemagne.
- 1995 : Biennale de Kwangju (sur l’invitation de Nam June Paik). Kwangju, Corée du Sud.
- 1995 : Multimédiale 4. ZKM, Karlsruhe, Allemagne.
- 1995 : Triennale di Milano. Milan, Italie.
- 1994 : Projects. Museum of Modern Art de New York, États-Unis.
- 1992 : Third International Symposium in Electronic Arts (TISEA). Sydney, Australie.

## Distinctions
1997:  Son installation Paysage no. 1 a mérité le Grand Prix de la première Biennale du NTT InterCommunication Center de Tokyo
1999:  Prix de distinction dans la catégorie "Interactive Art" des Prix "Arts Electronica" à Linz en Autriche
2019: Prix Paul-Émile-Borduas
2021: Prix du Gouverneur général en arts visuels et en arts médiatiques

### Webographie
- Site officiel de Luc Courchesne http://courchel.net/#. Consulté le 19 février 2017.
- Site de recherche de l'Université de Montréal http://www.recherche.umontreal.ca/en/research-at-udem/our-professors/profile/chercheur/75/pid/307/. Consulté le 19 février 2017.
- Reportage sur les travaux de Luc Courchesne en immersion visuelle. Société des arts technologiques. https://vimeo.com/14453950. Consulté le 19 février 2017.
- Transcription d'un entretien réalisé dans le cadre de l'exposition multimédia «The visitor». Verbatim. http://courchel.net/archives/11/2002-01-11_TheVisitor_MusiquePlus.pdf. Consulté le 19 février 2017.
- Site officiel de la Société des arts technologiques. http://sat.qc.ca. Consulté le 19 février 2017.